# Gustave Loiseau
Pour les articles homonymes, voir Loiseau.
Gustave Loiseau, né le 3 octobre 1865 à Paris et mort le 10 octobre 1935 dans la même ville, est un peintre postimpressionniste français.

## Biographie
Né à Paris dans une famille de commerçants, des bouchers, originaires de Pontoise, Gustave Loiseau passe son enfance à Pontoise. D'abord apprenti-charcutier en 1880, il part pour Montmartre où il fait la connaissance de Fernand Quignon, qui lui apprend la peinture à laquelle il décide de se consacrer totalement dès 1887, suivant les cours de l'École des arts décoratifs. En 1891, Gustave Loiseau va séjourner à Auvers-sur-Oise. Il a vécu ensuite à Pontoise pendant plus de 30 ans entre 1904 et 1935. Son atelier existe toujours dans cette ville.
À partir de 1890, sur les conseils de Fernand Quignon, Gustave Loiseau se rend tous les étés à Pont-Aven, séjournant à la pension Gloanec avec ses amis Maxime Maufra, Henry Moret et Émile Bernard. Paul Gauguin lui prodigue ses conseils. En 1894, il participe aux 6e, 7e et 8e expositions des peintres impressionnistes et symbolistes chez Le Barc de Bouteville à Paris, puis il signe un contrat avec Paul Durand-Ruel qui expose ses tableaux dans sa galerie de New York.
Sa tombe se trouve au cimetière de Pontoise.

## Sa peinture
Gustave  Loiseau, à l'instar de Camille Pissarro, a peint de  nombreuses  toiles représentant Pontoise : le quartier de l'Hermitage, les bords de l'Oise, le quai de Ponthuis, la cathédrale Saint-Maclou, et sa région : Auvers, Nesles-la-Vallée, Saint-Ouen-l'Aumône, Osny. Il a aussi peint des paysages de Bretagne, de Normandie, de Moret-sur-Loing et de Paris.
Gustave Loiseau fait partie du courant postimpressionniste. Il a peint, directement dans la nature, de nombreuses scènes de vie rurale et de campagne, peu de portraits, s'intéressant toutefois aux personnages en mouvement, comme des scènes de marché, ou en activité, tels les dockers, et, surtout vers la fin de sa vie, peint de nombreuses natures mortes. Les peintures de Loiseau révèlent sa passion pour les saisons, illustrant aussi bien le début du printemps que les récoltes plus tard à l'automne, ou des scènes de neige ou de givre l'hiver. Il représente souvent le même verger ou  le même jardin à des moments différents de l'année. Ses séries figurant également des falaises, des ports ou des églises, sont influencées de celles de Claude Monet. Il est également connu pour ses peintures de rues de Paris telles que la rue de Clignancourt, l'avenue de Friedland, la place de la Bastille ou celle de l'Étoile.

## Expositions
- 2001 : « Gustave Loiseau et la Bretagne, 1935-1965 », musée de Pont-Aven, 30 juin-1er octobre 2001.
- 2021 : « Paul Durand-Ruel et le post-impressionnisme : Albert André, Georges d'Espagnat, Gustave Loiseau, Maxime Maufra, Henri Moret », Propriété Caillebotte, Yerres, printemps-été 2021.

## Œuvres

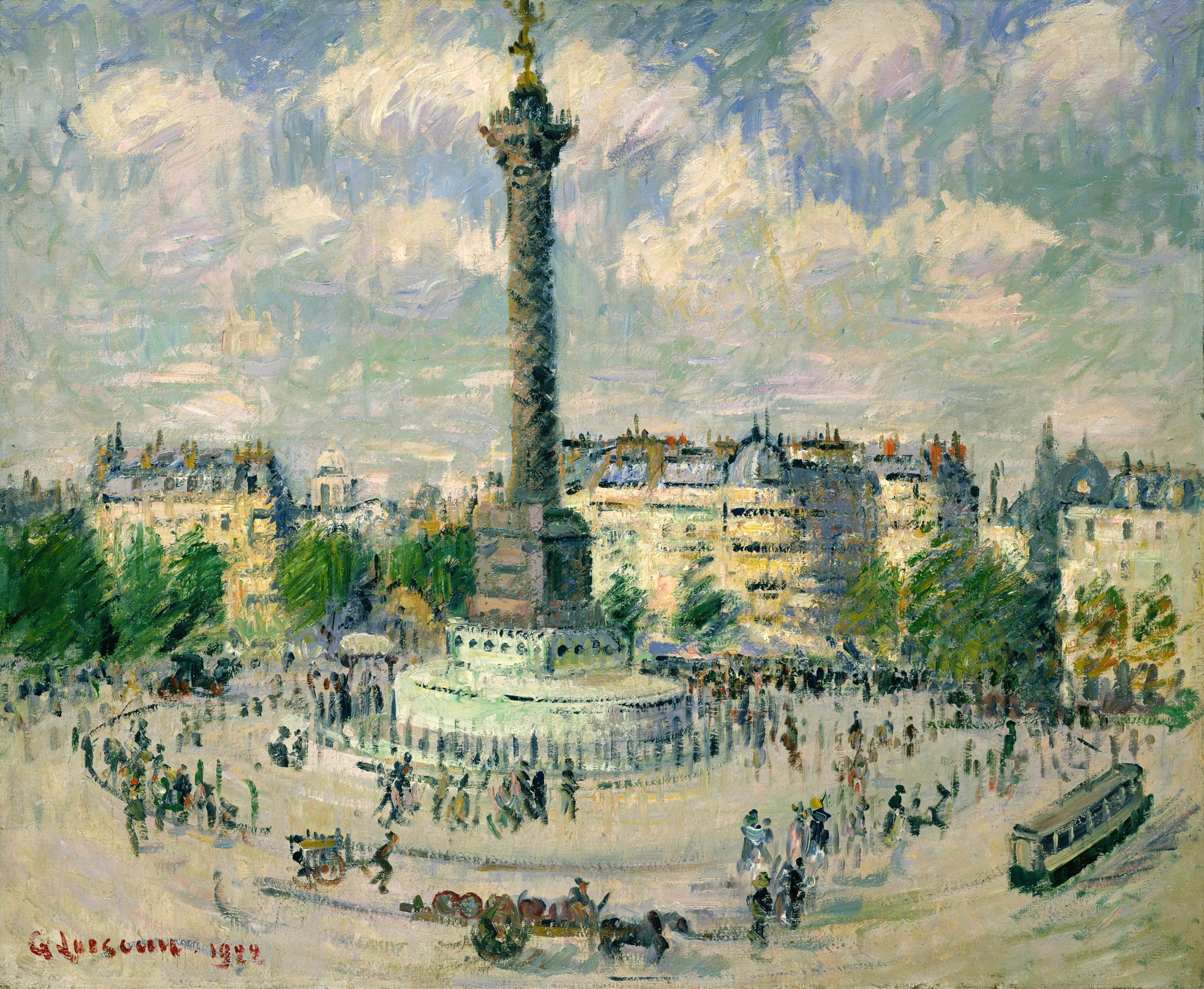
La Place de la Bastille (1922), New York, Metropolitan Museum of Art.

- Bois d'Ennery (1889, musée d'art et d'histoire Louis-Senlecq, L'Isle-Adam)[6]
- Paysage d'hiver à Tournedos (1899), huile sur toile, conservée au Château de Dieppe
- Tournedos sur Seine, neige, givre et brume, (1899)
- Les Roches vertes, huile, 1893, Musée du Petit Palais de Genève
- Le village de Triel (1900)
- Plage d'Étretat (1901)
- Étretat (1902)[7]
- L'église du Vaudreuil, printemps (1902)
- Port de Dieppe (1903)[7]
- Dieppe, l'avant-port (1903)
- Une rue du vieux Saint-Lunaire (1904)
- Le quai de Ponthuis [à Pontoise] (1905)
- La Pointe du Jars au Cap Fréhel (1905, musée des beaux-arts de Rennes)[8]
- La Banche (1906)[7]
- L'amas du Cap Fréhel (1906)
- Rochers dominant la mer en Bretagne (vers 1906)[9]
- La cathédrale d'Auxerre (1907)
- Falaises de Saint-Jouin, Normandie (1907)
- La Loire à Trentemoult (1909)
- Péniches sur l'Oise (1910)
- Le gigot (1911)
- Notre-Dame-de-Paris (1911)
- Le bassin de commerce du Havre (1912)[10]
- Les Martigues (1913)[11]
- Le pont suspendu à Elbeuf (1912)
- Rivière en Normandie (1913)[12]
- La baie de Tréboul (1913)
- Le port de Tréboul (1913)
- Pontoise, la débâcle (1914)
- La Chevrolière, près de Nantes (1914, dessin au fusain)
- Le pont suspendu à Triel (1917, musée Lambinet, Versailles)[13]
- Port d'Henri IV, Paris (1918, huile sur toile)[14]
- L'Hermitage, pruniers en fleurs (1920)
- Statuettes et roses dans un verre (1920)
- La rue de village, Saint-Cyr-du-Vaudreuil (vers 1923)
- Pont-Aven, le marché (1923)
- La plage de Fécamp (1925)
- Le Pont-Marie, effet de neige (1925)
- La maison de juge, Pont-Aven (1926)
- Rue Clignancourt à Paris, le 14 juillet 1926, huile sur toile (1926), conservée au Château de Dieppe
- Petite ferme aux environs de Caen (1928)
- La rue de l'épicerie, à Rouen (1929)
- Paris, Place de l'Étoile, Avenue Wagram (1929 ou 1930, huile sur toile)
- Effet de brume à Moret-sur-Loing (1934)
- Fin d'automne, rivière d'Eure au Vaudreuil, huile sur toile, conservée au Château de Dieppe
- Bords de l'Eure, paysage de rivière, huile sur toile, conservée au Château de Dieppe
- Une rue à Mortain, neige (musée des beaux-arts de Rouen)[15]
- Rue de village[16]
- Rue de village avec charrette (huile sur toile)
- Le pont de Moret
- Bords de l'Oise à Précy
- Avenue Friedland, Paris
- Le 14 juillet sur la rue de Clignancourt à Paris (Musée Thyssen-Bornemizsa, Madrid)
- Usine au bord de l'Oise, environs de Pontoise
- Le Pont de St.-Ouen, Pointoise sous la neige (Museum der bildenden Künste de Leipzig, Allemagne)
- Champ de blé en Normandie (musée Lambinet, Versailles)[17]
- L'Eure en hiver (musée d'Orsay, Paris)[18]
- Pont-Aven, effet de soleil (musée Lambinet, Versailles)
- Vue de Pont-Aven (huile sur toile)

## Galerie

Œuvres attribuées à Gustave Loiseau
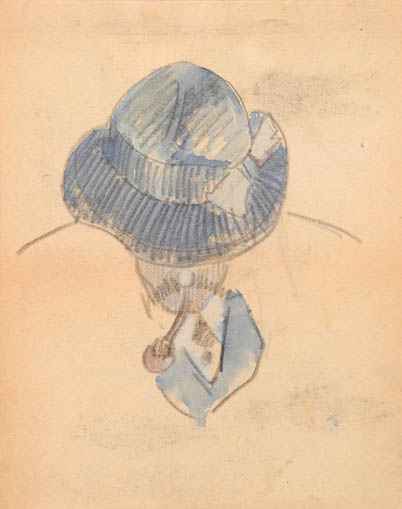
Portrait d'Émile Jourdan (vers 1900), localisation inconnue.
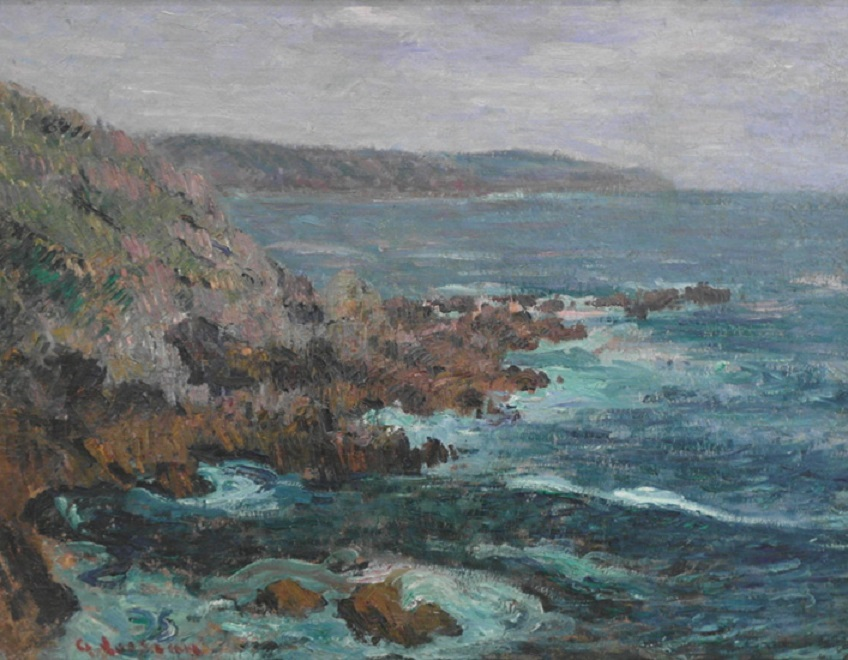
Rochers dominant la mer en Bretagne (vers 1906), localisation inconnue.
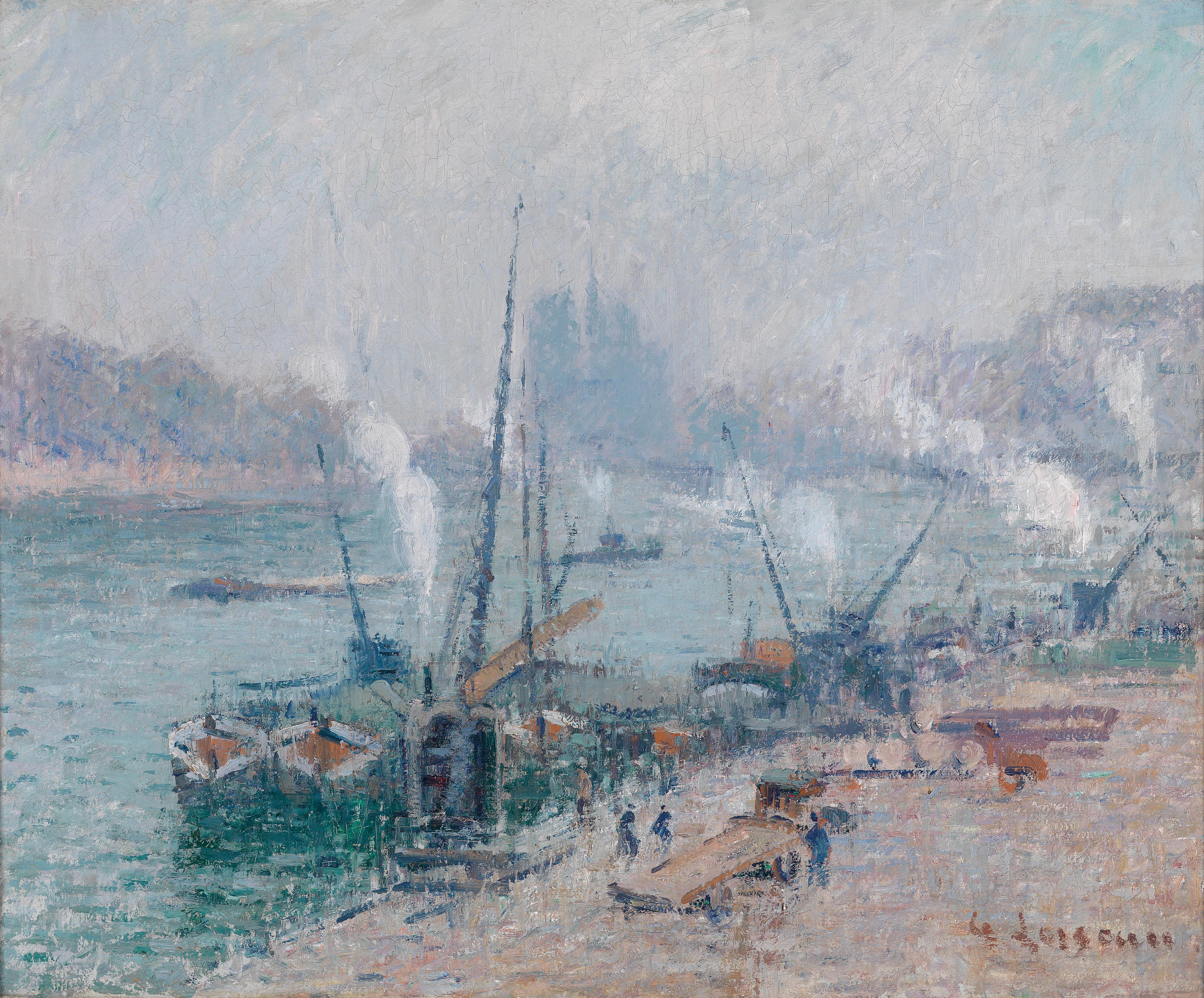
Port d'Henri IV, Paris (1918), localisation inconnue.
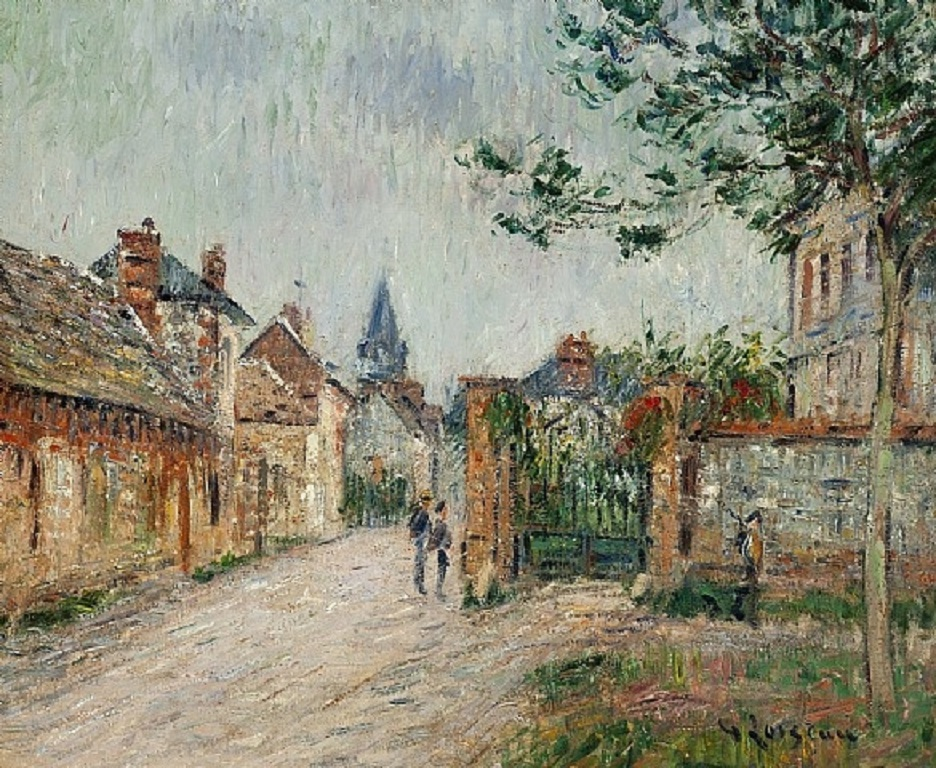
La rue de village, Saint-Cyr-du-Vaudreuil (1923), localisation inconnue.
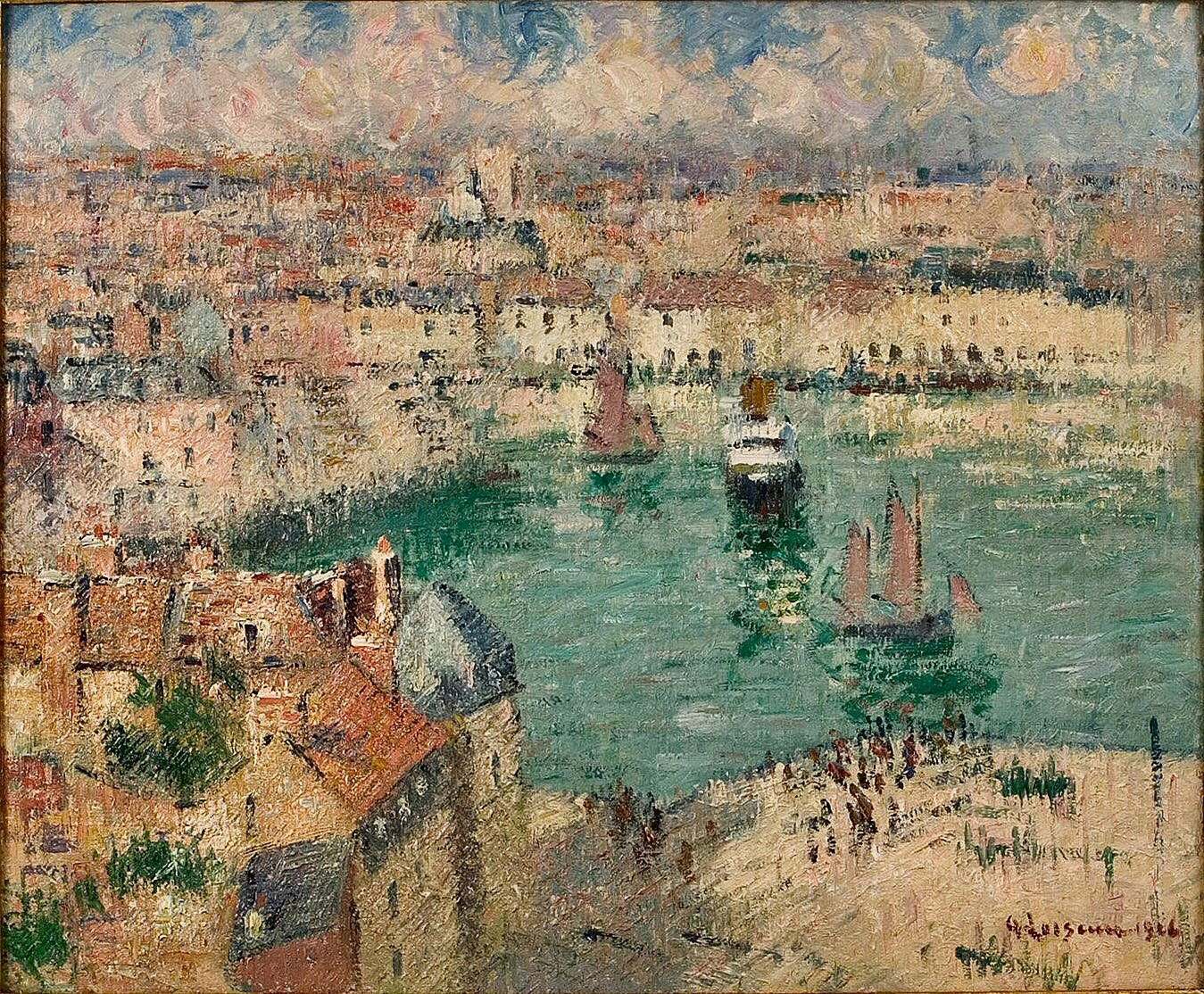
Le Port de Dieppe (1926), localisation inconnue.
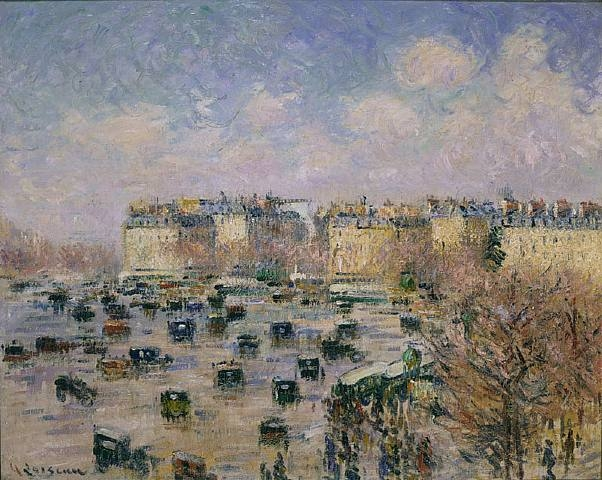
Paris, Place de l'Étoile, Avenue Wagram (1929 ou 1930), localisation inconnue.
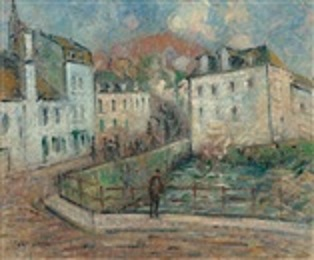
Vue de Pont-Aven, localisation inconnue.
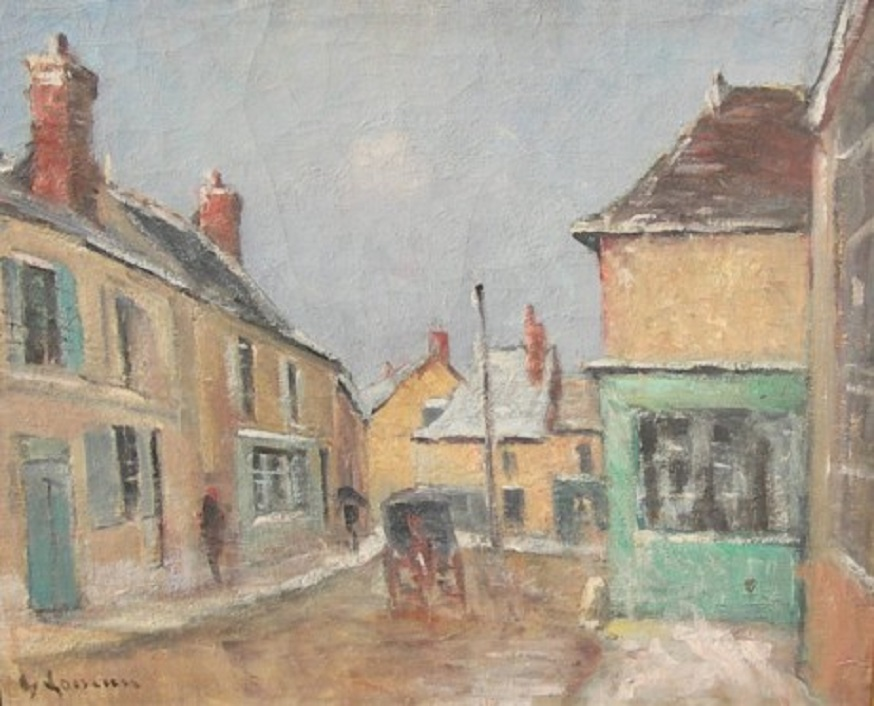
Rue de village avec charrette, localisation inconnue.
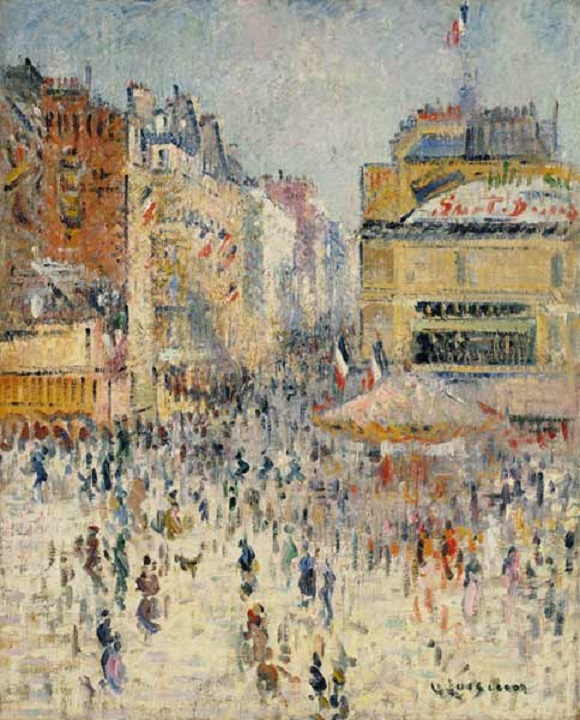
Le 14 juillet sur la rue de Clignancourt à Paris, vers 1925, musée Thyssen-Bornemizsa (Madrid).